# Auguste Hamel
Pour les articles homonymes, voir Hamel.
Auguste Hamel, né le 21 juin 1854 et mort le 25 février 1923 à Québec, est un médecin québécois.

## Biographie
Il est le fils d'Abraham Hamel et de Cécile Roy. Il se marie avec Sophie Vallières le 30 juillet 1881 à la basilique-cathédrale Notre-Dame de Québec. Il est le père de Philippe Hamel.
Il est professeur à la Faculté de médecine de l'Université Laval. En 1893, il devient professeur titulaire et donne les premiers cours en bactériologie théorique et d'histologie pathologique. En novembre 1888, il représente l'université lors de l'inauguration de l'Institut Pasteur. En janvier 1891, il opère le célèbre curé Antoine Labelle pour une hernie abdominale. L'opération réussit mais l'homme succombe quelques heures plus tard.
Il décède à l'hôpital du Sacré-Cœur en 1923 et est inhumé au cimetière Notre-Dame-de-Belmont.